# Sirventes
Das Sirventes (von prov. sirven „Diener, Kriegsknecht“, etwa „Dienergedicht“; auch nordfrz. Serventois und ital. Serventese) ist eine der wichtigsten Gattungen der altokzitanischen Trobadordichtung des Mittelalters. Es war ursprünglich weder inhaltlich noch durch eine Strophenform festgelegt – die Form der Kanzone kam oft vor, war aber nicht zwingend erforderlich – und trägt seinen Namen daraus, dass es als Auftragsdichtung verfasst wurde. Neben einfacheren Strophenformen von drei oder vier Zeilen mit verketteten Reimen nahm das Sirventes später auch die kunstvolle Canso-Form an. Es ist als Vorstufe zu Dantes Terzinen zu sehen. Die Bezeichnung Sirventes wurde ab der Mitte des 12. Jahrhunderts nur noch für die scherzhaften, satirischen oder moralisch-politischen Schelt- und Rügelieder der Spielmannsdichtung verwendet.
Die Sirventes wurden zunächst von der höfischen Dichtung der Trobadors, speziell vom provenzalischen Minnesang, streng geschieden. Die ersten Beispiele gehen auf die Lieder der Gaukler (prov. joglars) zurück. Diese Tradition wurde später von Guiraut de Bornelh, Dalfin d’Alvernhe und Raimon de Miraval als Sirventes joglaresc gepflegt. Von der Mitte des 12. Jahrhunderts an wurden die Sirventes zunehmend in die höfische Lyrik integriert. Seit Bertran de Born sind sie eine anerkannte Kunstform. Die Themenvielfalt entwickelte sich zu
- moralisch-zeitkritischen Sirventes, die z. B. den Verfall des Rittertums beklagten; viele Lieder sind den Planhs zuzurechnen.
- politischen Sirventes, die rivalisierende Fürsten oder Kleriker rügten und Kritik an der politischen Situation übten; unter den kriegs- und kreuzzugskritischen Dichtern ist vor allem Bertran zu nennen.
- literaturkritischen Sirventes, die sich mit der zeitgenössischen Dichtung und der Minnepoetik auseinandersetzten; sie überschneiden sich oft mit den Ensenhamen.
- subjektiven Sirventes, die zugleich die Grenzen des Genres überschreiten und persönliche Auseinandersetzungen der Sänger mit dem Werk anderer Trobadors thematisierten; neben Guilhem de Berguedan war auch hier Bertran einer der führenden Dichter.

Durch die kritische Funktion erhielt die Trobadordichtung eine neue Richtung, da sie im Gegensatz zur Canso alle Widersprüche des wirklichen Lebens zu den Idealen von Kunst und Gesellschaft tadeln konnte. Diese Tradition wurde auch in der mittelhochdeutschen Literatur aufgenommen, so z. B. in Walthers von der Vogelweide politischer Spruchdichtung oder in Wolframs von Eschenbach Verteidigung am Ende des zweiten Parzival-Buchs.
Unter dem Einfluss der europäischen Mariendichtung griff das Sirventes im 14. Jahrhundert auch religiöse Themen auf.